# Andromeda aan de rots geketend
Andromeda is een olieverfschilderij van de Nederlandse schilder Rembrandt van Rijn, geschilderd in circa 1631. Het schilderij hangt in het Mauritshuis te Den Haag.
Het doek toont Rembrandts eerste mythologische vrouwelijk naakt en is gebaseerd op het verhaal Metamorfosen van Ovidius. Het verhaal gaat over de Ethiopische prinses Andromeda die als straf voor haar moeders bluf aan een rots wordt geketend en aan een zeemonster dat het Ethiopische volk kwelde wordt opgeofferd. Vele eerdere kunstenaars zoals Titiaan hebben ook haar redder Perseus en het zeemonster in dezelfde samenstelling afgebeeld. In dit werk schuwt Rembrandt de klassieke conventies door alleen Andromeda af te beelden, niet door haar als een gespierde schoonheid te laten zien maar als een naturalistische bang kijkend meisje. Het schilderij is een voorbeeld van Rembrandts afwijzing van de samengestelde schoonheid. Omdat hij niet geloofde dat de ware schoonheid echt bestond, schilderde hij vrouwen zoals hij ze zag, met natuurlijke onvolkomenheden en imperfecties.
De schilderijen die hierna zijn gekomen van mythologische naakten genaamd De badende Diana en Danae tonen zijn veranderende opvatting van het naakt.
Adriaantje Hollaer · Ahasveros en Haman aan het feestmaal van Esther · De anatomische les van Dr. Deijman · De anatomische les van Dr. Nicolaes Tulp · Andromeda aan de rots geketend · Aristoteles bij de buste van Homerus · Artemisia · Badende vrouw · Bathseba met de brief van koning David · De blindmaking van Simson · De brillenverkoper · Buitenlandse admiraal · Christus in de storm op het meer van Galilea · Christus met een staf · Danaë · David en Uria · De doop van de kamerling · Het feestmaal van Belsazar · Flora · Gelijkenis van de rijke dwaas · Historiestuk · Jacob zegent de zonen van Jozef · Jeremia treurend over de verwoesting van Jeruzalem · Het Joodse bruidje · De maaltijd in Emmaüs · Marten Soolmans en Oopjen Coppit · Mozes en de tafelen der wet · De Nachtwacht · Het offer van Abraham (1635) · Pallas Athene · Portret van een man met handschoenen in de hand · Portret van een man · Portret van Amalia van Solms · Portret van Baertje Martens · Portret van Herman Doomer · Portret van Jan Six · Portret van Johannes Wtenbogaert · Portret van Maurits Huygens · De samenzwering van de Bataven onder Claudius Civilis · De schilder in zijn atelier · De Staalmeesters · De steniging van de Heilige Stefanus · Terugkeer van de verloren zoon · Titus aan de lezenaar · Titus als monnik · De Vaandeldrager · De verloochening van Petrus · De verloren zoon in een herberg · Het vertrek van de Sunammitische vrouw · De vlucht naar Egypte · De vlucht naar Egypte · Zelfportret op jeugdige leeftijd (ca. 1628) · Zelfportret met twee cirkels · Zelfportret als de apostel Paulus